# دولسي الأراغونية
دولسي الأراغونية (أو البرشلونية) (1198-1160) هي ثاني ملكة البرتغال القرينة بكونها زوجة سانشو الأول ملك البرتغال، وهي ابنة ريموند برانجيه الرابع وبيترونيلا ملكة أراغون، وأخت ألفونسو الثاني ملك أراغون. كان زواج دولسي من سانشو زواجًا سياسيًا بين مملكتي البرتغال وأراغون التي كانت من أول الممالك اعترافاً بالبرتغال.
أنجبت دولسي كل من:
- تيريزا البرتغالية (76/1175 - 18 يونيو 1250) تزوجت من ألفونسو التاسع؛ لها ذرية.
- سانشا (1180 - 13 مارس 1229)؛ ليدى ألينكوير، وأيضا هي مطوبة في الكنيسة الكاثوليكية.
- كونستانزا (مايو 1182 - 3 أغسطس 1202).
- أفونسو الثاني (23 أبريل 1186 - 25 مارس 1223)؛ أصبح ملك البرتغال الثالث، وهو والد الملكين سانشو الثاني ملك البرتغال وألفونسو الثالث ملك البرتغال.
- ريموند (88/1187 - 9 مارس قبل 89/1188)؛ توفي صغيراً.
- بيدرو (1258-1187)؛ تزوج من أوريمبياكس كونتيسة أورغل؛ ليس لديهم ذرية.
- فرناندو (1233-1188)؛ تزوج من جوان كونتيسة الفلاندرز، وأُسر من قبل الفرنسيين في معركة بوفين عام 1214؛ لديهم ابنة توفيت صغيرة.
- هنريك (بعد. مارس 1189 - 8 ديسمبر بعد. 1189)؛ توفي صغيراً.
- مافالدا (96/1195 - 1 مايو 1256) تزوجت من إنريكي الأول ملك قشتالة؛ ليس لديها ذرية؛ وأيضا هي مطوبة في الكنيسة الكاثوليكية.
- برانكا (1198-ح.1240)؛ ليدى غوادالاخارا؛ ربما هي تؤام برينغيلا، وأيضا هي راهبة.
- برنغاريا (1198 - 27 مارس 1121)؛ ربما هي تؤام برانكا، تزوجت فالديمار الثاني ملك الدنمارك، ووالدة كريستوفر الأول ملك الدنمارك.